# Rosa rhaetica
Rosa rhaetica — вид рослин з родини розових (Rosaceae); поширений у центральних Альпах.

## Опис
Кущ який виростає до 2 м заввишки. Колючки від злегка зігнуті до майже прямих. Листочки подвійно зубчасті, принаймні внизу з численними дрібними залозами, волохаті або голі або лише волохаті на нижній стороні жилок, оберненояйцюваті, часто кілька клиноподібні. Ніжки листків завжди волохаті. Квітконіжки короткі, з залозами або без них.
Період цвітіння: червень — липень.

## Поширення
Населяє центральні Альпи — східну Швейцарію, західну Австрію, північну Італію.

## Загрози
На вид і середовище його проживання впливає інтенсифікація сільського господарства та видалення сільських живоплотів.